# Увильды (озеро)
Увильды́ — озеро в Аргаяшском районе, Карабашском и Кыштымском городских округах Челябинской области России. Памятник природы (с 21 января 1969).
По данным Государственного водного реестра площадь водосборного бассейна озера равняется 196 км², но согласно другим источникам его площадь составляет 140—144 км².
Возле северного берега озера расположен посёлок и железнодорожная станция Рипус.

## Этимология
В источниках XVIII века встречаются варианты русского названия озера: Увелди, Увельди, Уелды, Увелги; также название приводится и в башкирском произношении — Уелдекуль, Уелдекул. Топоним рассматривается как сложение двух башкирских слов: уелде — «низина», «впадина», «углубление», «провал» и күл — «озеро». Вероятно топоним Уелдекул (Увильды) может означать «озеро во впадине» и т. п. В туристических буклетах также можно встретить утверждения, что название озера переводится с башкирского языка как «голубая чаша». Действительно, озеро напоминает гигантскую чашу, наполненную водой.
Рычков Пётр Иванович в своей книге «Топография Оренбургская» в разделе «Знатные озера в Башкирии» писал:

Уялей, въ Уфимской провинціи на Сибирской дорогѣ въ Чирлинской волости, близъ Уральскихъ горъ. Окружность его сказываютъ болѣе ста двадцати верстъ, острововъ на немъ такое множество, что до пяти сотъ ихъ счисляютъ, рыбы въ немъ великое множество, а кругомъ лѣсъ красной и черной.
— Рычков П. И.

## Антропогенная нагрузка

### Рекреационная зона
Озеро испытывает крайне большую рекреационную нагрузку, которая в 20—25 раз превышает предельно допустимые значения: всего на его берегах находится 78 здравниц (в том числе одноимённая радоновая лечебница), баз отдыха, детских оздоровительных лагерей и огромное количество частных коттеджей.
Возле озера имеются радоновые источники, воды озера также содержат повышенные концентрации радона и относятся к высокорадоновым (473 нкюри/л).

### Сброс воды в Аргазинское водохранилище в 1975 году
В 1975 году в результате засухи в Челябинской области возник дефицит воды, для восполнения которого был прорыт канал, по которому вода из Увильдов сбрасывалась в Аргазинское водохранилище. За время засухи уровень воды в Увильдах понизился на 4 метра и восстановился лишь через 31 год, к 2006 году.